# Драган Младеновић (рукометаш)
Драган Младеновић (Гњилан, код Пирота, 26. март 1963) бивши је српски и југословенски рукометаш.
Рођен је у граду Гњилане, на Косову. Играо је за РК Црвена Звезда.